# بيانكا سبريغز
بيانكا سبريغز (بالإنجليزية: Bianca Spriggs)‏ (1981، ميلواكي في الولايات المتحدة)؛ فنانة، كاتِبة وشاعرة أمريكية. درست في جامعة ترانسيلفانيا.